# Oh My Love
"Oh My Love" là ca khúc được sáng tác bởi John Lennon và Yoko Ono, được nằm trong album Imagine (1971) của Lennon. Đây là một trong số những ca khúc trong album có phần đóng góp guitar bởi George Harrison.

## Thành phần tham gia sản xuất
- John Lennon – hát, piano.
- George Harrison – guitar.
- Nicky Hopkins – piano điện tử.
- Klaus Voormann – bass.
- Alan White – trống, Tingsha.